# 王仲
王 仲（おう ちゅう、生没年不詳）は、前漢の武帝が紀元前108年に朝鮮半島に設置した植民地である楽浪郡で勢力を張った豪族・楽浪王氏の始祖。前漢の琅邪郡出身。元々は琅邪郡の豪族。

## 概要
中国の呂雉時代に斉の政治が乱れ、斉と前漢の関係は悪化した。斉の襄王は王仲に援助を求めたが、王仲がどう対処したかは定かではない。その後、王仲は斉の膠州湾から朝鮮の平壌に逃亡した。王仲が平壌に定住して植民地化すると、多くの族人が集まり、一族は楽浪の「大姓」（豪族）となる。